# St. Laurentius und Vitus (Weinried)

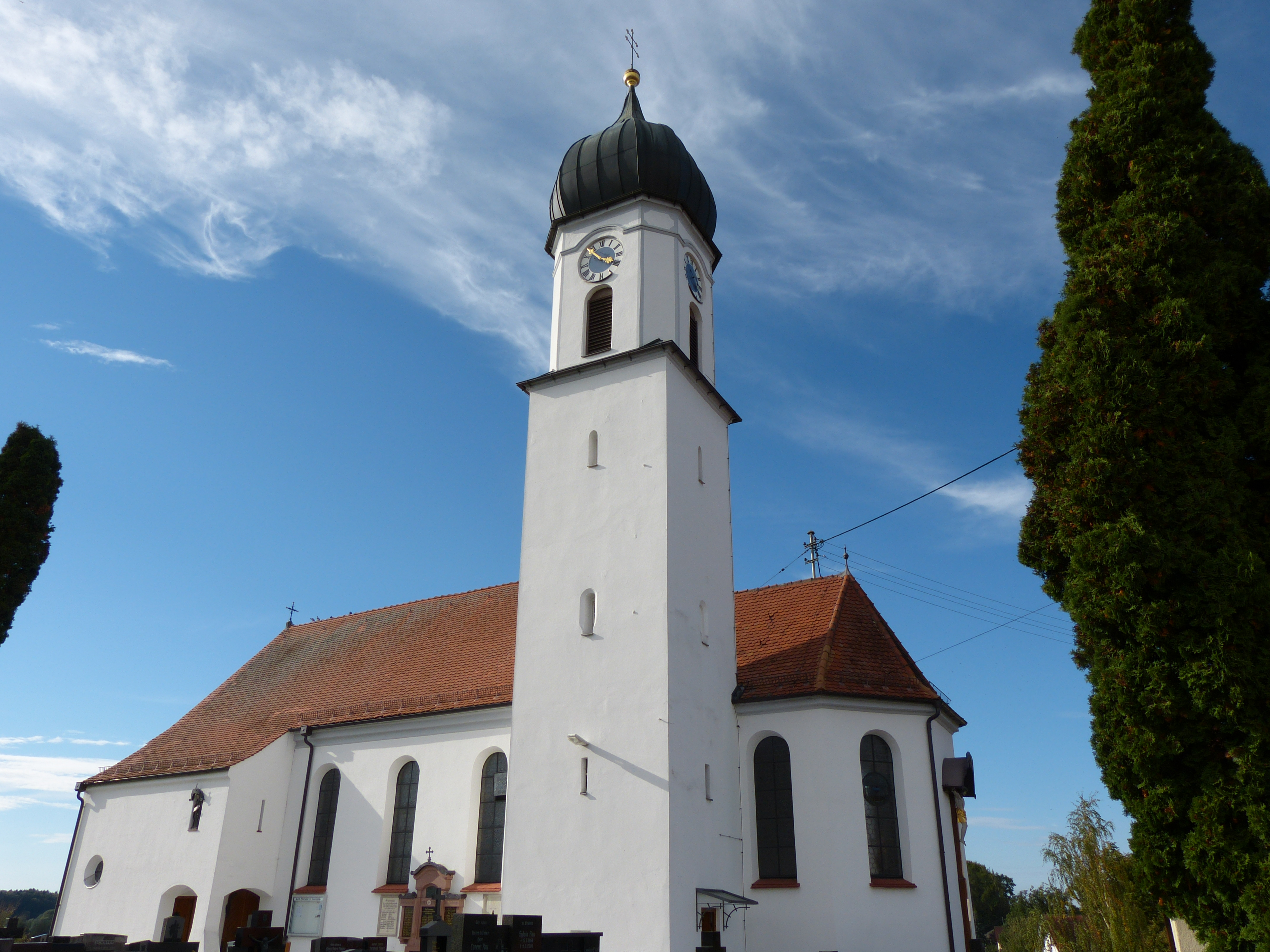
St. Laurentius und Vitus in Weinried

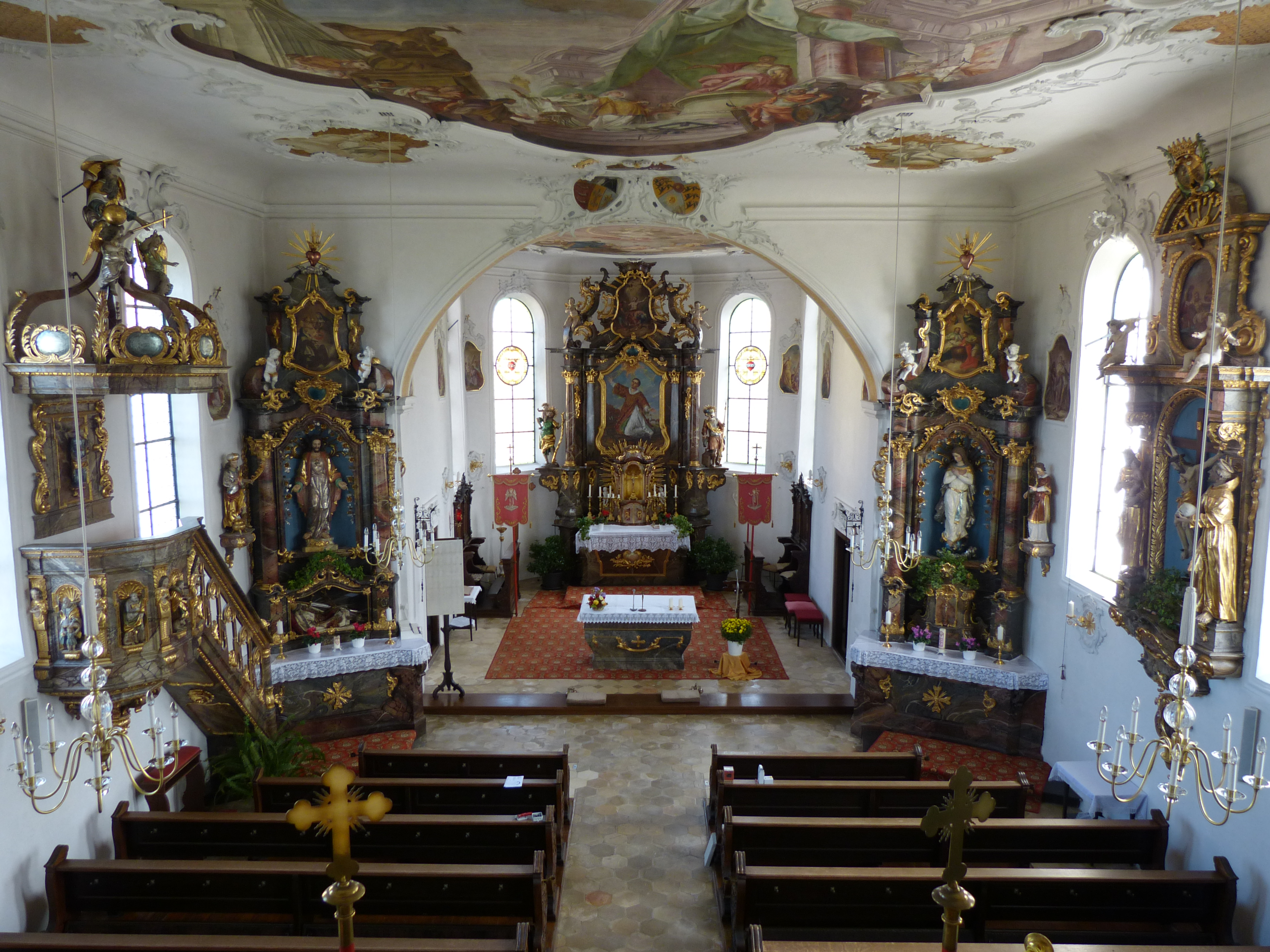
Innenansicht von St. Laurentius und Vitus

Die römisch-katholische Kirche St. Laurentius und Vitus befindet sich in Weinried, einem Ortsteil von Oberschönegg im Landkreis Unterallgäu in Bayern. Die Kirche steht unter Denkmalschutz.

## Geschichte
An Stelle des heutigen Kirchenbaus befand sich bereits ein spätgotischer Vorgängerbau. Die jetzige Kirche wurde im 17. oder 18. Jahrhundert errichtet. Dabei wurden Teile des Vorgängerbaues wieder verwendet. Eine Umgestaltung fand 1761 durch Rupert Beer, einen Sohn des Baumeisters Johann Georg Beer, und eine Verlängerung in Richtung Westen 1929 durch David Eberle statt.

## Beschreibung
Die Kirche ist ein Saal mit Flachdecke. An das Langhaus schließt sich der eingezogene Chor mit dreiseitigem Schluss an. Die Empore im Westen wurde im Zuge der Verlängerung der Kirche 1929 errichtet. Rechts und links der Empore befinden sich querschiffige Anbauten für die Aufgänge. Der quadratische Kirchturm befindet sich im südlichen Chorwinkel. Im oberen Bereich ist der Kirchturm oktogonal. Abgeschlossen ist dieser mit einer Zwiebelhaube.

## Innenausstattung
Sowohl der Hochaltar wie auch die beiden Seitenaltäre stammen aus der Zeit um 1761. Die Gemälde in den Auszügen der Altäre stammen vermutlich von Franz Martin Kuen. Im Hochaltar ist das Martyrium des hl. Vitus dargestellt. Rechts und links des Hochaltares befinden sich auf Volutenkonsolen Figuren des hl. Christophorus und des hl. Florian. Der linke Seitenaltar zeigt im Auszugsbild die hl. Theresia von Avila, sowie Klara und Maria Magdalena. Im rechten Seitenaltar sind der hl. Vitus, Aloysius und Scholastika zu sehen.
Die Kanzel stammt aus dem dritten Viertel des 17. Jahrhunderts. Die Ädikula von 1670/1680 befindet sich gegenüber der Kanzel und war ursprünglich vermutlich ein Altaraufsatz. Umgeben von den Figuren des hl. Antonius von Padua und Franziskus befindet sich ein Kruzifix aus dem Anfang des 17. Jahrhunderts. Im Auszugsbild ist die Kreuzannagelung Jesu Christi dargestellt. Das Wappen der Fugger-Babenhausen/Waldburg befindet sich im Giebel darüber.
Rupert Beer schuf 1761 die Stuckatur. Das Allianzwappen der Fugger-Babenhausen/Waldburg befindet sich im Chorbogen, ebenso ein Wappen des Augsburger Fürstbischofs Joseph, Landgraf von Hessen-Darmstadt. Über der Empore befindet sich ebenfalls Stuck, dieser stammt jedoch von Xaver Reitmaier und wurde 1929 geschaffen.
1761 wurden die Fresken von Franz Martin Kuen geschaffen. Im Chor ist die Anbetung des Lammes durch die 24 Ältesten abgebildet. Seitlich davon befinden sich lobpreisende Engel. Das Fresko Laurentius vor Kaiser Valerien befindet sich im Langhaus. Seitlich hiervon befinden sich Darstellungen der Kardinaltugenden. Sowohl an den Wänden des Langhauses wie auch an den Wänden des Chores befindet sich ein teilweise übergangener Kreuzweg. Anton Niedermaier schuf 1930 die Bilder über der Empore.

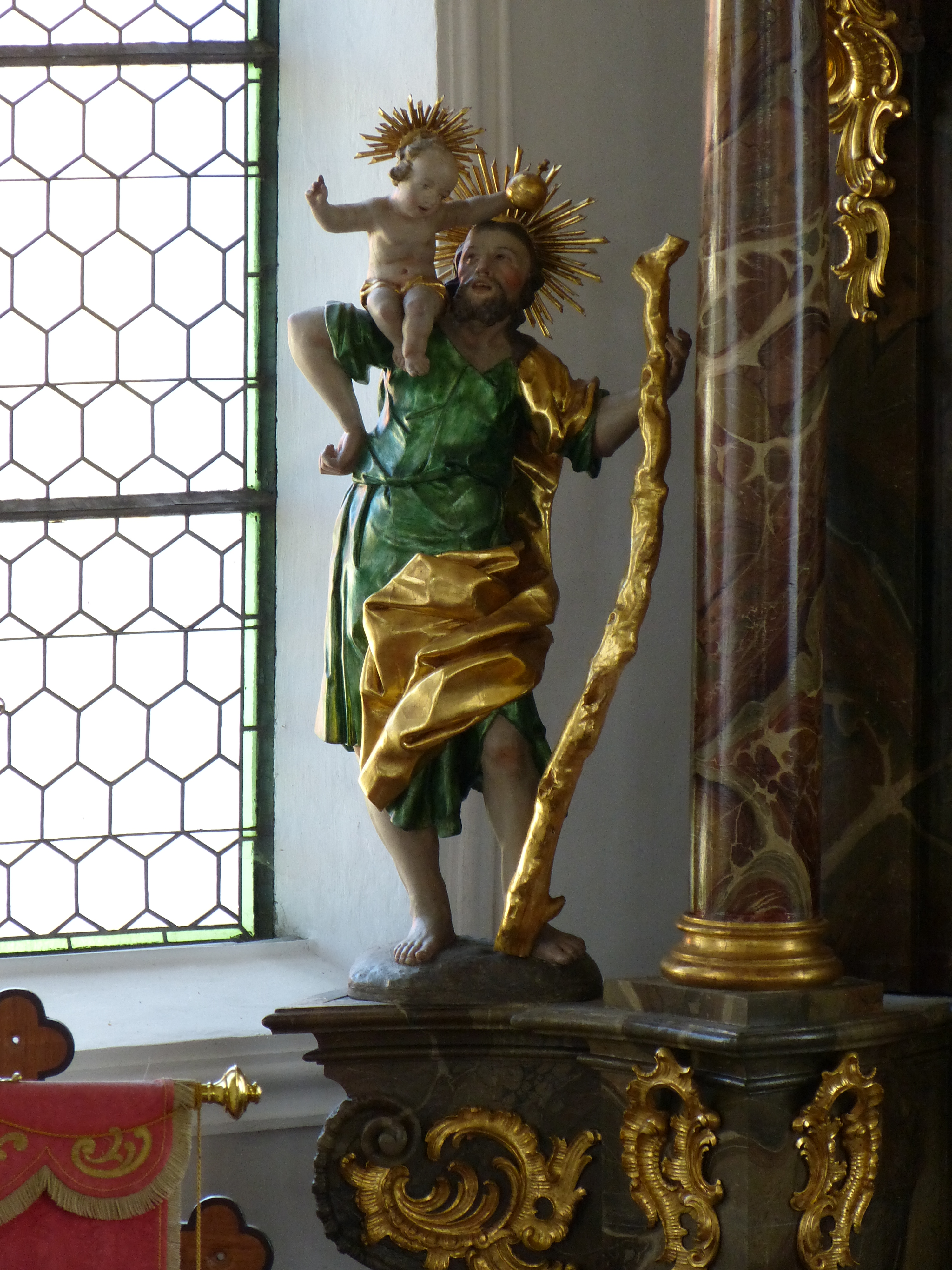
Hl. Christophorus am Hochaltar
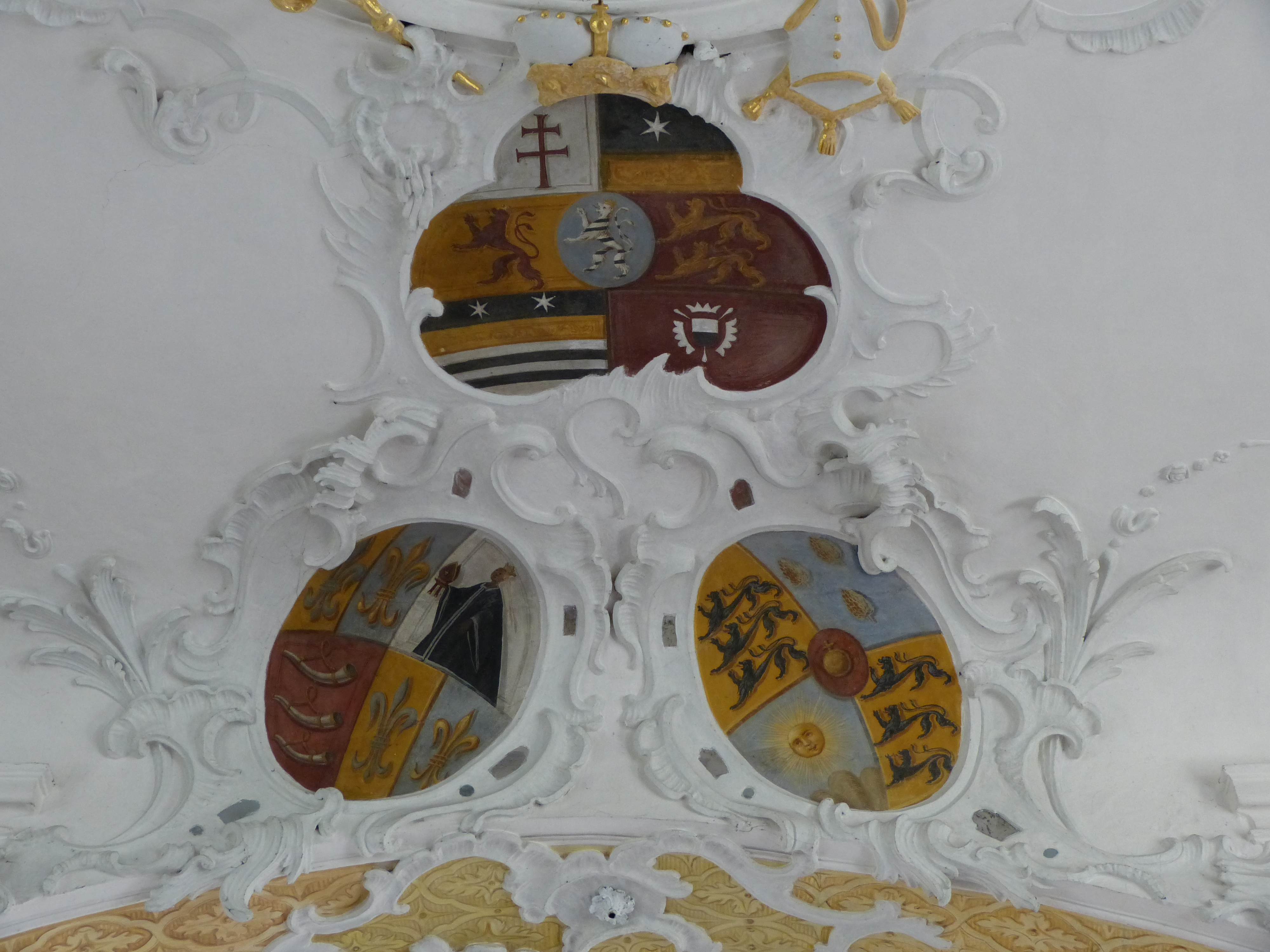
Wappen der Fugger-Babenhausen/Waldburg
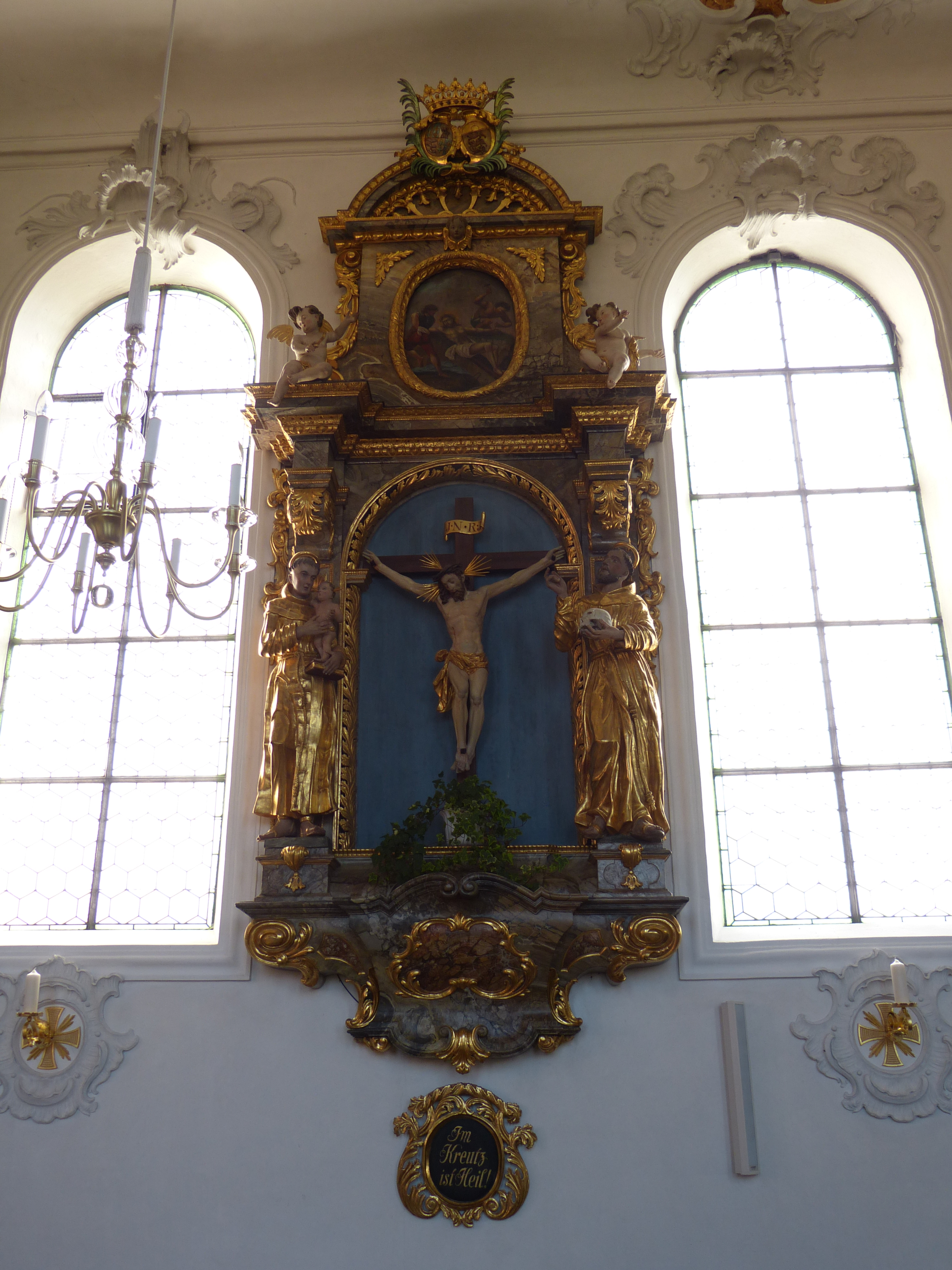
Ädikula mit Kruzifix aus dem 17. Jahrhundert